# Pentóxido de vanádio
Pentóxido de vanádio ou anidrido vanádico, é um composto químico de fórmula molecular V2O5.

## Características
É um sólido tóxico, inodoro, de coloração marrom amarelado. Não é inflamável mas, quando em contato com materiais combustíveis, pode aumentar a intensidade do fogo.

## Usos
É usado como catalisador, absorvente de raios ultravioleta (inibição de transmissão de UV em vidro), e também para produtos farmacêuticos.

## Propriedades Físico-Químicas
- Peso molecular 181,88
- Ponto de ebulição (670-690°C)
- Ponto de fusão 800°C
- Temperatura crítica (°C) ?
- Pressão crítica (atm) ?
- Densidade relativa do líquido (ou sólido) 3,36 A 20 °C

Lide, D.R., ed. (2003) CRC Handbook of Chemistry and Physics, 84th Ed., Boca Raton, FL, CRC
Press LLC, p. 4-93.
O’Neil, M.J., ed. (2001) The Merck Index, 13th Ed., Whitehouse Station, NJ, Merck & Co., Inc.,
p. 1767.